# Jasenovački mit i povijesni revizionizam
U literaturi o Jasenovcu postoje različiti – slabije ili više argumentirani – pokušaji da se podatci o broju žrtava prikažu većima nego što konkretni podatci dopuštaju; te naprotiv da se Jasenovac prikaže isključivo radnim logorom u kojem nije bilo namjernih ubijanja zatvorenika.
Tijekom Drugog svjetskog rata bilo je mnogo oprečnih izvješća i informacija o broju ubijenih u Koncentracijskom logoru Jasenovac tijekom nešto manje od četiri godine postojanja logora, a odmah nakon rata baratalo se procjenom od oko 500.000 – 600.000 ubijenih koja je kasnije, nakon provedenih neovisnih istraživanja, kako u Hrvatskoj i bivšoj Jugoslaviji, tako i u svijetu, svedena na realniju brojku od 80.000 do 100.000 žrtava. Po drugoj strani, 1990-ih godina i kasnije pojavili su se u Hrvatskoj revizionistički autori koji su sustavno poricali ili znatno umanjivali ustaške zločine i broj žrtvi u Jasenovacu, tvrdeći da ne mogu biti veće od četveroznamenkastog broja. Osobito s porastom nacionalizma 1980-ih, sve su učestalije manipulacije te propaganda na obje strane s brojem jasenovačkih žrtava – uveličavanja od srpskih nacionalista i umanjivanja od hrvatskih. Povjesničar David Bruce McDonald također povlači paralele između uveličavanja broja žrtava Jasenovca i sličnog uveličavanja žrtava Bleiburga – na do milijun tobožnjih hrvatskih žrtava, što je Tuđman nazvao "bleiburškim mitom" – kako bi se obje strane prikazale čim većom žrtvom.

## Poteškoće s utvrđivanjem broja žrtava
Kao što navodi "United States Holocaust Museum", postoje opći problemi s utvrđivanjem broja žrtava nacističkih, kao i ustaških koncentracijskih logora. Mnoge žrtve Auschwitza također su spaljene u pećima logora tijekom rata, a pred sam kraj rata nacisti su sustavno iskopavali i spaljivali preostale leševe, kao npr u Belzecu gdje su iskopali i spalili 540.000 leševa. Slično su učinili i u logoru Sajmište te u drugim nacističkim logorima u Srbiji.
Za Jasenovac postoje svjedočanstva logoraša, poput Milka Riffera, da su ustaše nakon najvećih istrebljenja krajem 1942. godine spalile logorsku kartoteku te da mnoge žrtve uopće nisu ulazile u logor i nisu bile evidentirane, već su ih vodili izravno na likvidaciju na Gradinu i ostala stratišta oko Jasenovca. Osim toga, više logoraša koji su uspjeli preživjeti proboj samostalno je svjedočilo o masovnoj ekshumaciji i spaljivanju leševa pred sam kraj rata. Tako je logoraš Egon Berger svjedočio da su ustaše tjednima palili leševe na četiri ogromne lomače na Gradini, odakle je dopirao "dobro poznati miris spaljenog ljudskog mesa". Zapovjednici logora Filipović-Majstorović i Milo Ljuboš također su na suđenjima svjedočili da je Luburić pred kraj rata naredio uništavanje svih tragova grobova, te su opisali kako su spaljivali leševe. Slovenski forenzičari šezdesetih godina prošlog stoljeća na mnogim stratištima pronašli su samo "pepeo, kreč i ostatke spaljenih kostiju", ali su iz samo jednog groba također iskopali 189 leševa, od kojih je 51 bilo djece te 123 žena, svi sa smrskanim lubanjama).
Više logoraša svjedočilo je da su brojne žrtve spaljene i tijekom rata u posebno adaptiranim tzv. Piccillijevim pećima Ciglane, a mnoge žrtve tijekom rata završile su bačene u Savu. Sve je to otežavalo dokumentiranje i procjene broja žrtava Jasenovca. U mnogim nacističkim logorima broj žrtava vjerodostojnije je procijenjen tek desetljeća kasnije, primjerice tek 1991. za Auschwitz, kada su pronađeni nacistički podaci o broju vagona poslanih u Auschwitz, na temelju kojih su onda procijenili približan broj žrtava. Poimenični spisi žrtava Auschwitza još su uvijek vrlo nepotpuni, s tek manjim brojem ukupnih žrtava popisanih.
Pitanje NDH dokumenata
Povjesničar Jozo Tomasevich navodi da u dokumentima NDH postoje velike praznine koje dodatno otežavaju istraživanja, prvenstveno zbog uništavanja istih od strane NDH režima. Tako piše da su ustaške vlasti, a i Kaptol, masovno spaljivali dokumenta zadnja 2-3 tjedna rata, te je cijeli Zagreb smrdio na paljevinu. Veliki dio NDH dokumentacije ustaše su ponijele i sobom tokom bijega u Austriju, i to spalili prije predaje partizanima. Tomasevich navodi da je tokom svojih istraživanja NDH dobio pristup Vojnom arhivu u Beogradu, kao i sličnim vojnim arhivima u Engleskoj, SAD-u i Njemačkoj. Po drugoj strani piše da je bilo gotovo nemoguće dobiti bilo kakvu dodatnu dokumentaciju ili informacije u vezi s NDH od Vatikana, Katoličke crkve u Hrvatskoj i izbjeglih NDH dužnosnika.
Od danas preostale NDH dokumentacije veći dio nalazi se u Beogradu, a pristup znanstvenicima je u pogledu vojne dokumentacije relativno težak, kako navodi hrvatski povjesničar Hrvoje Klasić. Povjesničar Jere Jereb iznosi 2020. god. da su dijelovi građe iz NDH teško dostupni, te su de facto nedostupni dijelovi građe o radu komisija Srpske Pravoslavne Crkve i koloboracionističkih nedićevskih vlasti u Srbiji, koji su se bavili prihvatom srpskih izbjeglica iz NDH, te u kojima ima važnih podataka o stradanjima i drugih ratnim događanjima u NDH. Ipak, autori publikacija "Ustaška vojnica", izdate 2013. od Večernjeg lista, navode da se "obje knjige temelje u prvom redu na dokumentaciji NDH u Vojnom arhivu u Beogradu", a i Roman Leljak tvrdi da je svoje knjige o Jasenovcu pisao na osnovi dokumenta koje je našao u Vojnom arhivu u Beogradu.

### Poslijeratne procjene
Tijekom rata njemački okupatorski izvori procjenjuju 250.000 (od ožujka 1943.) do 700.000 srpskih žrtava ustaških zločina diljem NDH, dok je njemačka obavještajna služba Sicherheitsdienst je 1943. iz Zagreba izvjestila da su ustaše u Jasenovcu likvidirale 120.000 ljudi, plus 80.000 dodatnih u Staroj Gradiški, te 20.000 u ostalim ustaškim logorima. Prva poslijeratna procjena bio je Izvještaj Zemaljske komisije za utvrđivanje zločina okupatora i njihovih pomagača iz 1946. godine, prema kojem se je broj žrtava u Jasenovcu kretao između 500.000 i 600.000. Povjesničarka Andriana Benčić navodi kako je ovo izvješće imalo metodološke nedostatke jer se temeljilo na svjedočenjima preživjelih logoraša, uz opće procjene. Preživjeli logoraši su navodili brojke do 600.000 i više žrtava, no kao što piše Ivo Goldstein, oni nisu mogli dati pouzdane procjene, jer “nijedan logoraš nije imao pregled nad zbivanjima na čitavom prostoru logorskog kompleksa, pa čak ni u pojedinim njegovim dijelovima”.
Sljedećih godina, tvrdnje da je u Jasenovcu stradalo 600 odnosno 700 tisuća ljudi praktički su postale službene, iako ih nikad nitko nije službeno iznio. Goldstein piše da su veće brojke navednih žrtvi bile u interesu države, jer su se na brojevima ukupnih procjenjenih žrtvi temeljili zahtjevi o ratnim reparacijama od Njemačke. Osvrćući se 2018. godine na to razdoblje, kustosica JUSP Jasenovac Andriana Benčić ne smatra kako bi preuveličavanje žrtava i istodobna višedesetljetna znanstvena šutnja mogli imati neki naročit značaj:
 Nije tajna da se brojka od 500 do 700 tisuća žrtava Jasenovca napuhivala zbog dobivanja većih ratnih reparacija od Njemačke. Međutim, u to vrijeme ta brojka nije imala ratnohuškačku i propagandnu ulogu, koju je imala kasnije, 1980-ih godina. Ona je u vrijeme nastanka memorijala 1960-ih i 1970-ih imala ulogu koja je zapravo zbližavala ljude koji su u Jasenovcu i drugdje u NDH imali golema stradanja. 
Ivo Goldstein pak navodi kako pored tih brojki, za koje je naročito nakon popisa 60-ih postalo očito da su preuveličane, o Jasenovcu, kao i o ustaškim i četničkim zločinima uopće, se malo izvještavalo, npr. rijetko su se, gotovo nikada, citirali memoari [logoraša, Nijemaca itd. o Jasenovcu] Riffera, Miliše, Cilige, Von Horstenaua i Diane Budisavljević…Vlasti su htjele prikazati naciste i fašiste kao glavne zločince, a domaće kvislinge kao sekundarne aktere. Goldstein piše kako se to činilo i u ime zvanične politike bratstva i jedinstva. Slično, Adriana Benčić navodi kako “u službenom narativu o ratu Jugoslavija nije isticala ni identitete počinitelja, ni identitete žrtava”, već je naglasak bio na antifašističkoj borbi partizana.
Godine 1964. proveden je sustavniji popis koji je dokumentirao 59.188 žrtava Jasenovca. Kasniji su demografi konstatirali da je taj popis nepotpun, da mu nedostaje oko trećina žrtava, i da je za pojedine kategorije posebno manjkav - primjerice, za Jasenovac je upisano svega 1.471 Roma, dok suvremene procjene govore o 25.000 romskih žrtava. No, unatoč tim nedostacima, bilo je očito da su tvrdnje o 600.000 žrtava u Jasenovcu bile nerealne. Ivo Goldstein navodi da vlasti nisu mogli uskladiti te brojke s tada puno većim, "petrificiranim" procjenama žrtava Jasenovca, pa popis nije objavljen.
Iako je komunistička vlast za vrijeme SFRJ desetljećima stvarala i u propagandne svrhe koristila "istinu" o Koncentracijskom logoru Jasenovac, sve do 1991. godine nije bilo vjerodostojnih znanstvenih radova o toj temi. S obzirom na to da kasniji pokušaji znanstvenog pristupa utvrđivanja broja žrtava Jasenovačke tragedije provedeni za vrijeme komunističke vladavine nikako nisu uspijevali uskladiti brojeve pobijenih Srba do kojih su došli znanstvenim pristupom s brojevima koje je zahtijevala komunistička propaganda, znanstveni radovi koji su se time bavili bili su redom stavljani pod embargo, te nisu bili dostupni čak ni znanstvenicima.
Ipak, krajem 1980.-ih su neovisno jedan od drugoga hrvatski demograf dr. Vladimir Žerjavić i srpski demograf dr. Bogoljub Kočović došli do sličnih rezultata o stradanju Srba i drugog stanovništva u NDH, oslanjajući se u prvom redu na podatke iz popisa stanovništva na području Jugoslavije prije i poslije II. svjetskog rata.
Žerjavić tako 1995. godine na osnovi podataka iz tih popisa stanovništva iznosi procjenu o ukupno 322.000 srpskih žrtava s područja NDH u II. svjetskom ratu (navodi podatake, također, o 192 tisuće poginulih Hrvata i 86 tisuće poginulih Bošnjaka na području NDH; daljnjih 17 tisuća Bošnjaka je postradalo izvan područja NDH u Sandžaku). Od postradalih Srba, Žerjavić prema dostupnim podatcima iznosi okvirno da je njih 82.000 pobijeno kao pripadnici partizanskih, te 23.000 kao pripadnici četničkih postrojbi, 25 tisuća je umrlo od tifusa, 20 tisuća civila je stradalo u njemačkom logoru Sajmište kod Zemuna, te je daljnjih 45 tisuća civila pobijeno od Nijemaca na drugim mjestima, 15 tisuća civila je pobijeno od Talijana, 34 tisuće civila stradalih u borbama ustaša, četnika i partizana, 28 tisuća pobijenih na raznim mjestima; približno 50 tisuća pobijeno je u sustavu logora Jasenovac (koji je obuhvaćao još nekoliko logora u drugim mjestima). Žerjavić procjenjuje da je pored tih 50 tisuća Srba, u Jasenovcu postradalo 10 tisuća Hrvata, 13 tisuća Židova, 2 tisuće Muslimana i 10 tisuća Roma, tj. ukupno oko 85 tisuća ljudi.
Spomen-područje Jasenovac 2013. godine objavljuje dopunjeno i revidirano izvješće utemeljeno na podacima iz jugoslavenskog popisa 1964. god., u kojem se govori o 83.145 žrtava, od toga 47.627 Srba, 16.173 Židova, 13.116 Roma i 4.255 Hrvata.
Unatoč takvim podacima koji, iako ne potpuno egzaktni i precizni, ipak daju određenu sigurnost onim procjenama o broju žrtava koje iznosi suvremena historiografija, postoje i druge procjene, najčešće vođene drugim kriterijima od onih strogo znanstvenih. Takve manipulacije brojem žrtava u političke, nacionalističke i propagandne svrhe, zajedno s hipotezama koje negiraju prirodu logora u Jasenovcu i pokušajima izjednačavanja zločinca i žrtve kroz priče o postojanju posljeratnog logora u kojem su bili ubijani zarobljeni ustaše i domobrani, dakle Hrvati, obično karakteriziramo kao povjesni revizionizam.

## Poimenični popisi žrtava

### Popisi službenih ustanova - JUSP Jasenovac i Muzej Genocide
Poimenični popis žrtava KL Jasenovac, koji vodi JUSP Jasenovac u Hrvatskoj, uključuje 83.145 imena - 39.570 muškaraca, 23.474 žena i 20.101 djece do četrnaest godina starosti. Svi ti podaci su dostupni na internetu. Popis je sastavljen na osnovi poimeničnog popisa žrtava 2. svjetskog rata u Jugoslaviji iz 1964. godine, te dodatnih istraživanja od strane JUSP Jasenovac. Pri tom su koristili više stotina različitih izvora (knjiga, dokumenata, fotografija, izjava rodbine i prijatelja jasenovačkih žrtava, terenskih istraživanja i fotografiranja spomenika žrtava fašističkog terora), od kojih je 169 navedeno kraticom. Popis sadrži rubrike s biografskim podacima žrtve (prezime, ime, ime oca, općina rođenja, mjesto rođenja, godina rođenja, etnička pripadnost), rubrike o stradanju (način smrti, izvršitelj zločina, godina smrti, mjesto stradanja, logor i naziv stratišta na kojem je žrtva ubijena) i rubriku u kojoj su navedeni izvori u kojima se svaka pojedina žrtva ponaosob spominje te razlike pojedinih podataka u izvorima za svaku žrtvu. 
Muzej žrtava genocida u Beogradu također je nastavio rad te je do 1997. godine njihov poimenični popis postradalih u Jasenovcu bio povećan s 59.188 na 78.163. Dragan Cvetković, povjesničar pri Muzeju žrtava genocida na osnovi revidiranja podataka, 2019. godine navodi 130.120 osoba stradalih u Jasenovcu, ali ti dokumenti nisu dostupni drugim znanstvenicima. Kustosica JUSP Jasenovac Andriana Benčić u lipnju 2018. god. s umjerenim zadovoljstvom govori o recentnoj suradnji s Muzejom žrtava genocida u Beogradu, a razliku od 40 do 50 tisuća žrtava između popisa JUSP Jasenovac i brojki koje iznosi Dragan Cvetković pripisuje pribrajanju Koncentracijskom logoru Jasenovac pravih žrtava, koje su međutim stradale na stanovitom okolnom području NDH; stoga smatra da ta razlika "nije problematična".

#### Kontroverze u svezi popisa JUSP Jasenovac
2017. godine objavljen je u časopisu "Glas Koncila" intervju s dr. Nikolom Banićem (znanstvenik u području elektrotehnike) u kojem on iznosi svoja opažanja o popisu JUSP Jasenovac, te tvrdi da se popis stalno mijenja, te da su on i dr. Mladen Koić (geolog) tijekom godina neuspješno pokušavali uspostaviti komunikaciju s JUSP Jasenovac, te napisali čak oko 50 tekstova o raznim - kako N. Banić tvrdi - ozbiljnim greškama na tom popisu. Intervju su dali novinaru Tomislavu Vukoviću, koji i sam godinama piše brojne tekstove u kojima nastoji revidirati podatke o jasenovačkom logoru. Neke od svojih primjedbi na popis JUSP Jasenovac Nikola Banić i Mladen Koić elaboriraraju u medijskom članku objavljenom kod portala "Kamenjar" u svibnju 2021.
Andriana Benčić, kustosica u Jasenovcu, navodi da sve institucije holokausta u svijetu još danas stalno mijenjaju popise kako bi bile dosljednije. Greške su neizbježne, pogotovo na ovako velikom popisu stanovništva koji se iz raznih izvora prikuplja već 75 godina. Drugi popisi žrtava holokausta imaju daleko više anomalija, te npr. svega 10% židovskih žrtava Auschwitza su poimenično popisani, ostali su nepoznati. Povjesničar Goran Hutinec ističe da i na jasenovačkom popisu nedostaje mnogo žrtava, posebno Roma i romske djece, jer popis JUSP-a pokazuje samo 16.000 romskih žrtava, dok povjesničari danas procjenjuju 25.000 - 27.000 Roma žrtava ustaških genocida. Osim toga, Banićev rad kritizirali su i drugi znanstvenici. Jedini članak koji je uspio objaviti izvan slabije vjerodostojnih medija, poput Kamenjara i sličnih, objavljen je u časopisu inženjera elektronike i elektrotehnike. Nakon brojnih kritika članka od strane drugih znanstvenika – tj. da je Banićeva metodologija neprikladna za podatke, plus izravne greške u njegovom radu - uredništvo časopisa izdalo je upozorenje na članak "Ne dijelimo niti podržavamo stavove autora" i uputilo čitatelje na detaljnu kritiku članka koji su također objavili.

### Popis hrvatske državne komisije 90-ih i kontroverze
Republika Hrvatska je 1992. god. ustanovila državnu Komisiju za utvrđivanje ratnih i poratnih žrtava Republike Hrvatske. Povjesničar Vladimir Geiger 2013. god. navodi kako je ta Komisija s "pristranom podjelom ljudskih gubitaka na poželjne i nepoželjne, popisala je tek 2.238 žrtava logora Jasenovac i samo 293 židovske žrtve u Hrvatskoj te objašnjavala takav pristup činjenicom da postoji nekoliko opsežnih popisa jasenovačkih žrtava...", objašnjavajući "takav pristup činjenicom da postoji nekoliko opsežnih popisa jasenovačkih žrtava, kao i da postoje opširni popisi u Židovskoj općini u Zagrebu i Hrvatskome državnom arhivu u Zagrebu". Geiger 2013. god piše da to "nije bilo točno, jer je dotada jedini sustavan popis žrtava Jasenovca bio poimenični popis Komisije za popis žrtava rata Jugoslavije iz 1964.". Geiger u istom svojem radu dodatno iznosi da je Komisija za utvrđivanje ratnih i poratnih žrtava Republike Hrvatske podatke 1992. do 1999. godine podatke o ljudskim gubicima Hrvatske i Bosne i Hercegovine u Drugome svjetskom ratu i poraću u svojem radu pozornost bila posvetila "ponajprije Hrvatima, i to uglavnom onima koje prethodni popisi ljudskih gubitaka Hrvatske (i Bosne i Hercegovine) u Drugome svjetskom ratu nisu iskazivali, a tek su usput popisivani i drugi"; te stoga govori o "kroatocentričnom i selektivnom pristupu popisu". Geiger ukazuje da posao Komisije nije bio dovršen do njenog ukidanja 2002. god., što da se vidi primjerice iz činjenice da je u njenom radu popisano 13.300 osoba koje su izgubile život na Bleiburgu i Križnom putu 1945., premda se prema današnjem stanju znanja o tim povijesnim događajima smatra da je broj žrtava tih događaja samo iz redova Hrvata višestruko veći.
Vice Vukojević, HDZ političar i prvi predsjednik i potom član Komisije za utvrđivanje ratnih i poratnih žrtava RH je 2015. godine pojašnjavao da je "ideja Komisije za žrtve Drugog svjetskog rata i poraća bila... popisati sve žrtve u Hrvatskoj stradale tijekom II svjetskog rata ali i poslije završetka II svjetskog rata, poći od podataka Zemaljske komisije, ne osporavati podatke Zemaljske komisije nego dodatno popisati i one žrtve koje nisu ušle u popis Zemaljske komisije zbog ideološkog kriterija"; dodajući da za vrijeme komisije iz vremena komunizma popisivale jedino žrtve narodnooslobodilačke borbe, a nisu bili popisivani ni vojnici NDH, ni civilne žrtve rata koje se nisu mogle smatrati žrtvama režima NDH. Kao predsjednik "Počasnog bleiburškog voda", na dan sjećanja na žrtve Holokausta 2009., Vukojević je prema jednom novinaru iznio i svoje tvrdnje o Jasenovcu specifično, to jest da su "logorom Jasenovac upravljali Židovi, država je samo dala stražu, a postoji i ugovor između vlade NDH i Židovske općine Zagreb o financiranju uprave toga logora". U odgovoru na taj medijski napis Vukojević je bio ukazao da uopće nije bio govornik na toj manifestaciji, a da je novinar Vukojevićeve riječi izrečene u privatnom razgovoru pogrešno prenio. Vukojević je odgovarajući na taj medijski napis iznio kako je novinaru u razgovoru vođenom u četiri oka novinaru objasnio "da su postojale dvije uprave logora, jedna ustaška na čelu s Maksom Luburićem i druga logoraška koju su vodili predstavnici logoraša", a da je na osnovu činjenice koju mu je Vukojević bio objasnio, novinar potom izvršio svoju "manipulativnu konstrukciju". "Uvijek sam smatrao da osnovnu krivicu za događaje u logoru snose oni koji su ga osnovali i njime upravljali, a onda i jedan dio logoraša koji je prihvatio sudjelovanje u tzv. unutarnjoj upravi, odnosno kolaboraciju s ustaškom upravom te zlostavljao i ubijao supatnike u logoru", dodao je Vukojević u svojem reagiranju.

### Popis takozvanog "Jasenovac Research Institute"
Na web-stranicama tzv. "Jasenovac Research Institute", s adresom poštanskog pretinca u Brooklynu, New York - koji nema nikakve veze sa Spomen područjem Jasenovac (JUSP) u Hrvatskoj, makar popisi obje ustanove za svoju osnovu uzimaju 90-ih javno objavljeni jugoslavenski popis žrtava II. svjetskog rata na antifašističkoj strani iz 1964. godine - objavljen je popis sa 647.122 žrtava; popis ne sadržava podatak o mjestu smrti. Ispod naslova stranice s popisom je Yugoslav War Victims of WWII (Jugoslovenske žrtve 2. svjetskog rata), u razdoblju između 28. rujna 2019. i 18. listopada 2019. god. je - prije početka popisa - dodan uvod u kojemu se objašnjava da je posrijedi popis 647.000 ratnih žrtava iz cijele ratne Jugoslavije. Kasnije na istoj stanici - u tom uvodu dodanom krajem rujna ili u listopadu 2019. godine - piše "da je 'Republička komisija Hrvatske za utvrđivanje zločina počinjenih od okupatora i njihovih suradnika "javno objavila podatak o 600.000 žrtava sustava logora smrti NDH, u kojemu je glavni bio Jasenovac". Sama komisija je tada, 1945., bila izjavila da je to procjena, i nije objavila nikakav popis, te kao što piše Jasenovac Research Institute 2019. god., njihov popis je kasniji popis žrtava rata iz cijele Jugoslavije, a ne žrtava Jasenovca.
Na drugoj stranici, koja se ne odnosi na popis, JRI navodi da se "procjene o ukupnom broju" ubijenih u Jasenovcu navodno "kreću od 300.000 do 700.000"; te se dodaje da je "u zadnji čas, u siječnju 1945. godine, 50.000 zatvorenika koji su mogli hodati odvedeno iz logora", da je "samo u razdoblju od travnja 1941. do sredine kolovoza 1942. godine preko 600.000 Srba pobijeno na najbrutalnije zamislive načine", da je samo u na lokalitetu Gradina u sklopu Jasenovca "prema forenzičkim podatcima, 360.000 žrtava pobijeno", te da "se ne smije dopustiti da logor smrti Jasenovac bude uništen pretvaranjem administrativnih granica u međunarodne granice" - što predstavlja očitu seriju dezinformacija. 
Za razliku od tvrdnji tog "instituta", s adresom poštanskog pretinca iz New York-a, Javna ustanova Spomen područje Jasenovac u Hrvatskoj iznosi podatak o 83.145 žrtava, dok američki državni, United States Holocaust Memorial Museum u Washington-u, navodi da se procjene broja žrtava u Jasenovcu kreću od 77.000 do 104.000.
Na dan 22. rujna 2023. god. poveznica "Victim list" na naslovnoj mrežnoj stranici "Jasenovac.org" koja pripada JRI-ju vodi na stranicu punog naslova "WWII Casualties of the Fascist Independent State of Croatia", tj. "Žrtve fašističke Nezavisne Države Hrvatskoj u II. svjetskom ratu" i uz napomenu da "nisu posrijedi samo žrtve Jasenovca". Sam se popis 22. rujna 2023. god. ondje ipak ne nalazi. Na stranici "What Was Jasenovac?" na taj dan iznosi JRI procjenu da se ukupni broj pobijenih muškaraca žena i djece pobijenih u Jasenovcu "kreće između 300.000 i 700.000", od toga "stotine tisuća Srba", te oko 25.000 Židova i 30.000 Roma.

## Kontroverze
Vladimir Geiger ukazuje da na popisima žrtava Jasenovca nalaze "...ponekad i oni koji su izgubili život od zapadnih Saveznika i partizana...u drugo vrijeme i(li) na drugom mjestu i(li) na drugi način... Među žrtvama logora Jasenovac stoga i nalazimo poginule u savezničkim bombardiranjima, umrle u zbjegu u El Shatt i u zbjegovima u južnoj Italiji, zatim osobe koje je ubila njemačka i talijanska vojska, kao i žrtve četničkih pokolja, i partizane poginule u bitkama na Neretvi i Sutjesci, pa i one koji su poginuli kao domobrani i ustaše".
Za te tvrdnje Geiger citira 2011. radove Marice Karakaš Obradov i Mile Prpe iz 2008. i 2011. godine, koji su oboje pisali o popisu objavljen kod "Jasenovac Research Institute" u New Yorku, gdje je na početnoj stranici popisa žrtava od listopada 2019. god. nadalje dodan predgovor koji sadrži podatak da taj popis - koji začudo ne sadržava podatak o mjestu smrti pojedine žrtve, koji je sadržan u izvornom jugoslavenskom popisu - zapravo nije popis žrtava Jasenovca - u kojemu da je navodno stvarno bilo preko 600 tisuća poginulih, već popis sa 647 tisuća žrtava 2. svjetskog rata iz cijele Jugoslavije, od Slovenije do Makedonije (npr. na popisu ima 5.943 žrtava rođenih u Skopju).
Lovro Krnić 2016. godine, napada Slavena Leticu da namjerno ponavlja "lako dokazivu laž", citirajući taj popis "Jasenovac Research Inistitute"; Letica je u članku izvorno objavljenom 2011. god. u "Slobodnoj Dalmaciji" posve izričito napisao da iznosi kritiku na popis "Jasenovac Research Institute". Krnić- konzultirajući predgovor popisa kakav je na stranicama JRI postojao 2016. godine - napada Leticu kako 2011. god. lažno tvrdi da se na "popisu žrtava logora Jasenovac" tobože nalazi 160 žrtava El Shatta samo iz njegove rodne Podgore; to stoga što se pregledom verzije stranica Jasenovac Research Institute kakve su postojale 2016. god. može pronaći objašnjenje gdje izričito piše da je to popis žrtava iz cijele Jugoslavije, pa su s toga jasno na njemu žrtve El Shatta i stotine tisuća drugih koji nisu stradali u Jasenovcu. Lovro Krnić ne navodi da bi konzultirao verziju stranice JRI kakva je postojala 2011. god., kada je Slaven Letica pisao tekst na kojega se Krnić osvrće 2016. Lovro Krnić također navodi da na pravom popisu JUSP Jasenovca u Hrvatskoj tih žrtava El Shatta nema (popis žrtava kod JRI ne sadrži podatak o mjestu smrti, Krnić ne objašnjava kako je utvrdio tko su te žrtve iz El Shatta i jesu li na popisu), te smatra da s takvom navodnom manipulacijom Letica pokušava negirati prave žrtve Jasenovca.
Geiger ukazuje da se čak i u znanstvenoj literaturi nerijetko pogrešno citira da bi srpski demograf Bogoljub Kočović procijenio da bi u Jasenovcu poginulo 70.000 ljudi (Kočović se nije bavio procjenama poginulih na pojedinim stratištima), te ocjenjuje da je hrvatski demograf Vladimir Žerjavić svoje procjene o broju žrtava Jasenovca davao "odoka": Napominje Geiger da je jugoslavenski popis iz 1964. godine - koji je uzet za osnovu za razna kasnija istraživanja - pun osoba čiji su podatci navedeni nepotpuno, čak i samo kao "NN" ili su unašani po više puta; "usto, kao žrtve logora Jasenovac i Stara Gradiška navedeni su i mnogi koji su prošli kroz te logore, ali su nedvojbeno život izgubili drugdje." Za te tvrdnje Geiger među ostalim navodi dva svoja članka, u kojima citira rad Marice Karakaš Obradov i Mile Prpe iz 2010., koji pak citiraju popis Jasenovac Research Institute kao popis žrtava Jasenovca, makar je to zapravo popis preko 600.000 žrtava 2. svjetskog rata iz cijele Jugoslavije, pa su jasno ogromna večina žrtava na tom popisu izgubile život drugdje - makar je JRI odabrala ne navesti uz popis podatak o mjesto smrti pojedine žrtve. Geiger takodjer navodi da na popisima manjkaju žrtve Jasenovca, tako npr. "nedvojbeno, na poimeničnom popisu iz 1964. nisu navedeni oni za koje nitko nije mogao dati podatke, i nije riječ samo o Romima"

### "Popis Jasenovca“ Romana Leljaka i kontroverze
Kontroverzni publicist Roman Leljak (koji je u Sloveniji 2008. god. bio osuđen na zatvorsku kaznu zbog pronevjere, da bi potom 2018. godbio izabran za općinskog načelnika u Radencima), objavio je 2018. knjigu u kojoj tvrdi da je na temelju dokumenta koji je pronašao u Vojnom arhivu u Beogradu, u Jasenovcu stradalo svega 1654 žrtava. Povjesničar Vladimir Geiger piše 2020. god. da Leljak, uspješno „prodaje maglu” ponajprije Hrvatskom tjedniku i Glasu Koncila "te da posebno mjesto imaju njegovi precizno izmišljeni brojevi jasenovačkih logoraša i žrtava logora Jasenovac...Leljak u knjizi donosi tek dva dokumenta-popisa, jedan Zemaljske komisije za utvrđivanje zločina okupatora i njihovih pomagača Federalne Države Hrvatske, u kojem je navedeno 576 osoba, i dokument čiji je tvorac nepoznat, a u kojem je navedeno 1078 osoba, i to samo žena (što zbrojeno iznosi 1654) i koje proglašava „Popisom žrtava logora Jasenovac”. – Imalo upućenima jasno je da se ne radi o nekim posebnim dokumentima iz Beograda koji bi donosili ukupan broj jasenovačkih žrtava, kako je to Leljak senzacionalistički mjesecima najavljivao Hrvatima željnima 'istine', zaključuje Geiger u svojem znanstvenom članku iz 2020. godine.

## Manipulacije brojem žrtava
Razne procjene broja žrtava logora Jasenovac od strane različitih izvora su navedne ispod, uključujući one s uveličavanjem ili umanjivanjem broja žrtava (ako nema dodatnih citata, podaci su iz članka Dr. Vladimir Geigera s Hrvatskog instituta za povijest iz 2013. godine)
| Izvor                                                                                             | Jasenovac         | Stara Gradiška | Ukupno            |
| ------------------------------------------------------------------------------------------------- | ----------------- | -------------- | ----------------- |
| Njemačka obavještajna služba, Sicherheitsdienst, 1943. iz Zagreba (procjena)                      | 120.000           | 80.000         | 200.000           |
| Državna komisija za utvrđivanje zločina okupatora i njihovih pomagača NKOJ-a, 1945. (procjena)    | 600.000           | -              | 600.000           |
| Zemaljska komisija za utvrđivanje zločina okupatora i njihovih pomagača, 1946. (procjena)         | 500.000 - 600.000 | -              | 500.000 - 600.000 |
| Zemaljska komisija za utvrđivanje zločina okupatora i njihovih pomagača, 1947. (poimenični popis) | 15.792            | 2.927          | 18.719            |
| N. Nikolić, 1948. (procjena)                                                                      | 600.000 - 700.000 | -              | 600.000 - 700.000 |
| Enciklopedija Leksikografskog zavoda, 1958. (procjena)                                            | 500.000 - 600.000 | -              | 500.000 - 600.000 |
| Enciklopedija Leksikografskog zavoda, 1959. (procjena)                                            | 350.000           | -              | 350.000           |
| Komisija za popis žrtava rata Saveznog izvršnog vijeća SFRJ, 1964. (poimenični popis)             | 49.602            | 9.586          | 59.188            |
| Vojna enciklopedija, 1967. i Enciklopedija Jugoslavije, 1971. (procjena)                          | 600.000           | 75.000         | 675.000           |
| A. Miletić, 1986./1987. (procjena)                                                                | 700.000           | -              | 700.000           |
| M. Bulajić, 1988. (procjena)                                                                      | 700.000           | -              | 700.000           |
| F. Tuđman, 1989. (procjena)                                                                       | 30.000 - 40.000   | -              | 30.000 - 40.000   |
| R. Bulatović, 1990. (izračun)                                                                     | 1.110.929         | -              | 1.110.929         |
| V. Žerjavić, 1992.(izračun i procjena)                                                            | 85.000            | -              | 85.000            |
| Muzej žrtava genocida 1997. (procjena)                                                            | 122.300 - 130.100 | -              | 122.300 - 130.100 |
| Muzej žrtava genocida 1997. (izračun)                                                             | 78.163            | -              | 78.163            |
| G. Heinsohn, Lexikon der Völkermorde, 1999. (procjena)                                            | 650.000           | -              | 650.000           |
| Komisija za utvrđivanje ratnih i poratnih žrtava RH, 1999. (poimenični popis, nije dovršen)       | 2.238             | -              | 2.238             |
| Spomen-područje Jasenovac, 2007. (poimenični popis)                                               | 59.403            | 12.790         | 72.193            |
| Spomen-područje Jasenovac, 2013. (broj žrtava Jasenovca i stare Gradiške izražen skupno)          | 83.145            | -              | 83.145            |
| Međunarodna komisija za utvrđivanje istine o Jasenovcu, S. Živanović, 2008./2011./2012.           | 700.000           | -              | 700.000           |
| A. Miletić, 2010. (poimenični popis i procjena)                                                   | 146.401           | -              | 146.401           |
| A. Miletić, 2011. (poimenični popis i procjena)                                                   | 146.248           | -              | 146.248           |
| Roman Leljak, 2018 (procjena)                                                                     | 1.654             |                | 1.654             |
| United States Holocaust Memorial Museum, 2022 (procjena)                                          | 77.000 - 104.000  |                | 77.000 - 104.000  |

### Preuveličavanje broja žrtava
Kustosica Jasenovca Andriana Benčić navodi da su prve poslijeratne procjene žrtava Jasenovca napravljene na temelju svjedočenja preživjelih logoraša, uz opće procjene, što je bilo metodološki manjkavo, te je rezultiralo procjenama 500 do 600 tisuća žrtava. Ivo Goldstein piše da jednom kad su takve procjene napravljenje, te su brojke postale "petrificirane" čak i kad je kasnijim popisima 60-ih postalo jasno da su preuveličane. Vlastima je također bilo u interesu prikazati što više žrtava, ne samo u Jasenovcu, nego u cijeloj Jugoslaviji, jer su se na tim brojkama temeljile reparacije iz Njemačke. Adriana Benčić navodi da brojke žrtava Jasenovca nisu korištene u huškačke svrhe, sve do rasta nacionalizma 80-ih, već da su poslijeratne vlasti isticale zajedničku partizansku borbu protiv okupatora i njihovih pomagača, dok nije istican etnički identitet počinitelja niti žrtava. “Politika odnosa prema prošlosti u to se vrijeme provodila na način da se utišavalo podatke o zločinima koji su se dogodili kako bi se stvorilo bratstvo i jedinstvo”.
Drugi pisci pak navode da se je za vrijeme komunističke vladavine u svrhu propagande o Jasenovcu desetljećima manipulativno pisalo, a tragovi te propagande – koja se nije zasnivala na znanstvenim istraživanjima koja doista nisu mogla potvrditi razmjere zločina u Jasenovcu o kakvima je komunistička propaganda govorila – ostali su prisutni do danas. Tako Marica Karakaš Obradov i Vladimir Geiger pišu 2015. kako je hrvatski povjesničar Ljubo Boban koji je za Enciklopediju Jugoslavije iz 1971. god. pisao članak "Ustaše" kasnije svjedočio da su urednici enciklopedije bez da su ga pitali dodali njegovom članku završetak u kojemu se govori o navodnih 600.000 žrtava Jasenovca, te da su potom srpski povjesničari tijekom 1970.-ih i 1980.-ih godina "zabarikadirali" narativ o barem 700.000 pobijenih u Jasenovcu. "Povjesničari u Jugoslaviji koji su, pak, procjenama i izračunima utemeljenim na mnogobrojnim relevantnim pokazateljima nastojali ukazati na znanstvenu neodrživost službenih navoda o brojkama žrtava u logorima NDH, ponajprije žrtvama logora Jasenovac, imali su znatnih neugodnosti, pa i bili podvrgnuti žestokim društvenim optužbama i osudama", dodaju Karakaš Obradov i Geiger. Tek krajem 1980.-ih godina je bilo moguće akadimiku Ljubi Bobanu započeti znanstvenu polemiku u kojoj je - ne iznoseći preciznu procjenu broja žrtava - ukazao kako su podatci o broju koji su do tada sugerirani u jugoslavenskoj historiografiji posve proizvoljni i nemogući.
Analiza srednjoškolskih udžbenika povijesti iz 1970-ih objavljenih u Jugoslaviji pokazala je kako su svi udžbenici posvetili svega paragraf ili dva ustaškim zločinima, ali postojale su znatne razlike u procjenama broja žrtava. Tako je glavni hrvatski udžbenik povijesti iz 1970-ih imao najnižu procjenu jasenovačkih žrtava (svega “tisuće ljudi” u svim ustaškim logorima), dok je srpski udžbenik pisao o “stotine tisuća”, a bosanski udžbenik navodi 800 tisuća žrtava. Po drugoj strani, srpski udžbenici su žrtve naveli samo kao “nevini ljudi, žene i djeca”, bez narodne identifikacije, dok su hrvatski naveli da su glavne žrtve bili Srbi, Židovi i Romi, a bosanski su k tome dodali i “antifašistički Hrvati i Muslimani”. Počinitelji su identificirani kao ustaše u svim udžbenicima, emocionalni jezik je bio ograničen, s generalnim riječima o “teroru”, bez daljnih opisa zločina.
Jasenovački mit je termin koji pojedini autori koriste za govor o propagandom uvećavanju broja žrtava Koncentracijskog logora Jasenovac - napose broja Srba pobijenih u tom sabirnom logoru - koji je nastao za vrijeme SFRJ. Prema tim autorima, Jasenovački mit je korišten kako bi se unutar Jugoslavije i pred međunarodnom javnošću prikazalo hrvatsku državotvornost kao osobito opaku vrstu nacionalizma koji je suštinski povezan s ustaštvom i fašizmom, te time pokušalo izbjeći mogućnost nastanka neovisne hrvatske države - kao najveće prijetnje opstanku komunističke Jugoslavije. Autori termina tvrde da se s takvom propagandom predstavnici Republike Hrvatske i danas moraju suočavati.
Srpski nacionalisti su takodjer naveliko kritizirali komunističke vlasti, ali sa suprotne strane. Tako npr. Dr. Srboljub Jovanović, koji je 60-ih sudjelovao u iskopavanjima u Jasenovcu, tvrdi da su “prepreke su u komunističkoj državi, posle Drugog rata, bile gotovo nepremostive. Ta država i njen suveren Tito, koji je štitio lažno bratstvo i jedinstvo, učinili su sve da se istina o Jasenovcu sakrije….Komisija čiji sam član bio možda i ne bi započela rad da nije bilo pritisaka porodica ubijenih, ali i boračkih udruženja. Ono što je usledilo, ne kažem da je bio veći pakao, ali jeste bio pakao. Kad smo došli do toga do čega smo došli, sve je činjeno da se od javnosti sakriju dokazi., Zbog Jasenovca sam morao da napustim Srbiju, odnosno Jugoslaviju, i ceo radni vek provedem u svetu, noseći glavu u torbi."

#### Prve procjene broja žrtava neposredno nakon Drugog svjetskog rata
Prve procjene broja žrtava iznesene tijekom i neposredno nakon Drugog svjetskog rata bile se
Godine 2013. dr. Vladimir Geiger s Hrvatskog instituta za povijest iznosi pregled procjena, izračuna i poimeničnih popisa žrtava logora Jasenovac s različitim izvorima, među ostalima i nekih nastalih neposredno nakon završetka Drugog svjetskog rata:
- 800.000 umorenih osoba, procjenjuje se u propagandnoj knjižici "Dokumenti ustaškog terora: Koncentracioni logori" objavljenoj 1944. god. u izdanju Vjesnika Jedinstvene narodno-oslobodilačke fronte Hrvatske,
- najmanje 600.000 ubijenih u logoru Jasenovac, procjena je koju Državna komisija za utvrđivanje zločina okupatora i njihovih pomagača Nacionalnog komiteta oslobođenja Jugoslavije (NKOJ) iznosi potkraj 1945. godine pred Međunarodnim vojnim sudom u Nürnbergu,
- 500.000 do 600.000 osoba koje su izgubile život u logoru Jasenovac, procjena je u izvješću "Zločini u logoru Jasenovac", koji Zemaljska komisija za utvrđivanje zločina okupatora i njihovih pomagača sastavlja 1946.godine,
- prema poimeničnim podacima Zemaljske komisije za utvrđivanje zločina okupatora i njihovih pomagača NR Hrvatske iz 1947., u logorima NDH život su izgubile 25.773 osobe s današnjeg područja Republike Hrvatske (dakle, ne i s područja BiH, odakle su ljudi također dovođeni u Jasenovac); od toga u Jasenovcu 15.792, te u Staroj Gradiški 2.927

#### Znanstvena istraživanja o broju žrtava Jasenovca za vrijeme SFRJ
Prema najsustavnijem jugoslavenskom popisu, koji je 1964. god. sačinila Komisija za popis žrtava rata Saveznog izvršnoj vijeća (vlade) SFR Jugoslavije, u logoru Jasenovac je stradalo 59.188 ljudi, a u Staroj Gradiški daljnjih 9.587, od čega 33.944 Srba, 9.044 Židova, 6.546 Hrvata i 1.471 Rom. Taj popis nije dao "očekivani broj", pa je stavljen pod embargo i nije se uopće spominjao do kraja komunističke vladavine: podaci iz tog zabranjenog statističkog istraživanja objavljeni su tek 1997. god. (sumarni podaci kod Muzeja žrtava genocida u Beogradu) i 1998. godine (cjelokupni popis, kod Bošnjačkog instituta u Sarajevu). Na temelju više studija koje su objavili hrvatski historičari u razdoblju 2008. – 2013. godine, dr. Vladimir Geiger s Hrvatskog instituta za povijest iznosi kako se "u poimeničnim podacima Komisije za popis žrtava rata SIV-a SFR Jugoslavije iz 1964. kao žrtve logora Jasenovac nalazimo i osobe koje su nedvojbeno izgubile život tijekom Drugog svjetskog rata, ali je zbog potrebe velikog i nestvarnog broja žrtava nacizma i fašizma te njihovih suradnika, lažiranjem vremena, mjesta i okolnosti smrti izveden transfer ljudskih gubitaka iz jedne kategorije u drugu."  
Za te tvrdnje Geiger citira 2011. radove Marice Karakaš Obradov i Mile Prpe iz 2008. i 2011. godine, koji su zapravo oboje pisali o drugom popisu, koji je bio objavljen kod "Jasenovac Research Institute" u New Yorku. Taj institut u New Yorku nema nikakve veze sa Spomen područjem JUSP Jasenovac u Hrvatskoj; i na stranicama samog "Jasenovac Research Institute" je tom popisu počev od listopada 2019. god. dodan predgovor u kojemu izričito piše da to nije popis žrtava Jasenovca, već popis žrtava rata iz cijele Jugoslavije, od Slovenije do Makedonije (npr. popis pokazuje 5.943 žrtava rođenih u Skopju).
Povjesničar Antun Miletić koji se iz Beograda bavio pisanjem o Koncentracijskom logoru Jasenovac za vrijeme Jugoslavije i nakon nje tvrdeći da je vjerojatno broj žrtava KL Jasenovac oko 700.000, uspijeva polazeći od tako sastavljenog popisa iz 1964. god. utvrditi 2010./11 80.192 poimenično utvrđenih žrtava, te dodatnih najmanje 66.056 žrtava za čija se imena ne zna; kakve zaključke Vladimir Geiger smatra olakima.
U svojem znanstvenom radu iz 2019. godine, A. Benčić ukazuje na činjenicu da je dr. Franjo Tuđman kao povjesničar početkom 1980-ih godina pokušao pisati o Jasenovcu, te je njegov pokušaj da prezentira realnije podatke prema službenom jugoslavenskom poimeničnom popisu žrtava iz 1964. godine (rezultati tog obimnog popisa provedenog na području čitave Jugoslavije će ostati pod embargom sve do kraja komunističke vladavine) rezultirao Tuđmanovim osuđivanjem na trogodišnji zatvor. Tomasevich pak navodi da Tuđman nije dao nikakvo objašnjenje za svoje tvrdnje, te je svjesno krivo interpretirao podatke iz popisa iz 1964., pa se s toga Tuđmanove tvrdnje o Jasenovcu "sa sigurnošću mogu odbaciti." Američki povjesničar, MacDonald piše da je Tuđman sustavno umanjivao ne samo jasenovačke žrtve, iznad svega srpske, več je umanjivao i krivnju ustaških ubojica te značajno umanjivao i žrtve Holokauste u cijeloj Europi, što je izazvalo burne kritike diljem svijeta.

#### Ratnohuškačko falsificiranje podataka o broju žrtava u doba raspada Jugoslavije
Od osamdesetih godina 20. stoljeća, sa snaženjem nacionalističko-šovinističkih ideologija i njihovih provedbenih politika, sve je prisutnija politizacija i manipulacija Jasenovcem. Srpski nacionalisti su dodatno preuveličavali brojeve žrtava na do miljun ljudi, te to pokušali pretvoriti u opću optužnicu protiv Hrvata za genocidnost. S druge strane, s umanjivanjem i negiranjem žrtava sugerirala se slika Jasenovca kao radnog logora za internaciju samo politićkih protivnika režima, čime se direktno rehabilitirala genocidna politika ustaške NDH.
Goldstein piše kako su za opsesivno preuveličavanje jasenovačkih žrtava i manipuliranje njima karakteristične pet knjiga Milana Bulajića, te drugih autora slične političke orijentacije, u kojima su često razne teorije zavjere objašnjenje za sva ili za većinu postavljenih pitanjau. Tako Aleksandar Jovanović optužuje Tita i Stevu Krajačića da su "srbomrsci" te da je "dokumentacija koja je postojala u NDH, inače oskudna, uništena, a ono što je preostalo – dokrajčeno je u Brozovoj Jugoslaviji. Moralo je, drugim rečima, nestati sve što kompromituje KPJ i Hrvatsku." Sve to ide do snatrenja o "vatikansko-brozovskom scenariju" uperenom protiv Srba i tvrdnji kako su "ustaše u Jasenovcu imale neko uporište i podršku u vrhovima partizanske komande Jugoslavije, gdje se ne može izbjeći sumnja na Josipa Broza". Do početka Domovinskog rata, sam vrh srbijanske politike je taj narativ posve izričito koristio za opravdavanje rata usmjerenoga na proširenje granica Srbije na područja Hrvatske i BiH.
Nakon što je Vladimir Dedijer bio u knjizi "Istorija Jugoslavije" iz 1972. godine genocidom nazvao postupke koje su protiv Srba poduzimali Austro-Ugarska, Albanci na Kosovu i Hrvati, osniva se kod Srpske akademije nauka i umetnosti 1986. godine "Odbor za genocid", koji je održavao okupljanja znanstvenika. Na tim se skupovima pod prividom znanosti promovirala jugoslavenska propaganda, uz ponavljanje procjene od 700 tisuća mrtvih u Jasenovcu. Akademik Vasilije Krestić se najviše angažira u raspravi, te u tekstu "O genezi genocida nad srpskim narodom u NDH" koji je objavljen 15. rujna 1986. godine, tj. neposredno prije objave Memoranduma SANU kojim će Srpska akademija nauka i umetnosti pružiti idejnu podlogu za postupanje srpske politike u očekivanim previranjima u Jugoslaviji, govori o „netrpeljivosti prema Srbima u Hrvatskoj, koja se u Drugom svjetskom ratu pretvorila u jedan od najstrašnijih genocida u povijesti čovječanstva“, pri čemu Krestić uvjerava kako je moguće „dokazati postojanje, u poslednja tri veka, netrpeljivosti, potom i mržnje, kao i planova za uništavanje srpskog naroda“, te da se bez dvoumljenja može zaključiti, kako se čekao pogodan trenutak da se „na najgrozniji način – pokoljima, vešanjima, streljanjima, izgladnjivanjem, prekrštavanjem, iseljavanjem itd. – za svagda mogu osloboditi Srba. Kako im to nije pošlo za rukom u prvom svetskom ratu, strpljivo su sačekali drugi. Priliku koja im se tada ukazala iskoristili su kolikogod su mogli (…) dugotrajno nastajanje genocidne ideje u određenim sredinama hrvatskoga društva (…) nije imalo tako usku nego prilično široku bazu, duboko se ukorenilo u svest mnogih generacija.“
Dopisni član SANU, književnik Petar Džadžić u knjizi "Nova ustaška država?" iz 1990. godine, čiji su dijelovi tijekom travnja i svibnja 1990. godine u nastavcima objavljuju u vrlo čitanom - "Politikinom svetu" iznosi "tezu" o „genocidnoj ostravljenosti na srpski narod“ koja se u Hrvata „oblikovala u drugoj polovini XIX. veka“, te logor u Jasenovcu koristi kao ključni argument o dokazivanju genocidnosti Hrvata. Akademik Dobrica Ćosić je u svojim istupima tvrdio kako je „srpska sudbina u Hrvatskoj u ratu – genocid, a u socijalističkom miru – diskriminacija i asimilacija.“
Predsjednik Predsjedništva bivše SFRJ Borisav Jović, šalje 1992. godine glavnom tajniku UN–a Butrosu Butrosu-Galiju Memorandum Predsjedništva o genocidnoj politici Hrvatske prema srpskom narodu u zapadnoj Slavoniji, gdje se navodi kako se „fašistoidna, nacistička i genocidna politika hrvatskih vlasti prema srpskom narodu u administrativnim granicama Republike Hrvatske ponavlja posle pola veka.“ Međunarodnim institucijama je poslano te godine više takvih dokumenata; u nekima se tvrdi da su hrvatske vlasti oskrnavile spomen područje Jasenovac. Borislav Jović u pred samo izbijanje Domovinskog rata 1991. godine - iznio svoje viđenje aktualne situacije između Srba i Hrvata : „Za vreme Drugog svetskog rata srpski narod je nastradao u Nezavisnoj Državi Hrvatskoj (u Hrvatskoj i Bosni i Hercegovini). Od skoro tri miliona ostalo je dva miliona stanovnika... Imajući u vidu istorijsko iskustvo, klanje i masovno streljanje, samo na jednom mestu pobijeno je 700 hiljada ljudi, srpski narod je veoma uplašen od takve politike i aposlutno je ne može prihvatiti. Jer, on bi se našao u položaju nacionalne manjine u takvim, u tuđim državama, uveren je da bi ga vrlo brzo nestalo. I to je glavni uzrok problema. Čim je Hrvatska proglasila da se otcepljuje od Jugoslavije, srpski narod u Hrvatskoj je proglasio da se otcepljuje od Hrvatske – i nastali su međunacionalni sukobi. Moje je duboko uverenje da Jugoslavija ne može da se na taj način raspada – ‘mirnim putem’, jer je nemoguće naći pravu etničku granicu između naroda, pogotovu što Hrvatska ne prihvata bilo kakvu promenu granice.“
Promoviranju Jasenovačkog mita o barem 600.000 pobijenih Srba samo u Jasenovcu su jako smetala istraživanja o broju žrtava na području Jugoslavije koja su proveli srpski demograf Bogoljub Kočović (koji je 1985. godine objavio knjigu "Žrtve drugog svetskog rata u Jugoslaviji", prvo dosljedno sačinjeno znanstveno djelo o toj tematici) i hrvatski demograf Vladimir Žerjavić (koji je tijekom 1980 i početkom 1990-ih godina objavio više znanstvenih radova o istoj tematici), te Milan Bulajić, bivši direktor Muzeja žrtava genocida u Beogradu - koji je inače povodom izlaska svoje knjige "Ustaški zločin genocida i suđenje Andriji Artukoviću 1986. godine" 1989. godine konstatirao da ni nakon 44 godina trajanja SFRJ nije utvrđen broj poginulih - s osuđivanjem konstatira da je „Žerjavićevom studijom pitanje .... postavljeno tako da ostaje upitnost nad žrtvama u drugom svetskom ratu uopšte. Mi smo posle rata izlazili pred svet sa milion i 700 hiljada postradalih i na osnovu toga postavljali pitanje reparacije“. Bulajić ukazuje kao problematičnim što je na području Jugoslavije „po Žerjaviću je u svim logorima ubijeno 216 hiljada, a ako uzmete da je na teritoriji NDH bilo petnaestak logora, pa još toliko u Srbiji, Makedoniji i drugim delovima naše zemlje, što onda u ovim aktualnim diskusijama otpada na Jasenovac?“ Na znanstvenom skupu „Stradanja Jugoslovena u drugom svetskom ratu“ održanom u Jasenovcu od 25. do 27. listopada 1989. Bulajić ponavlja svoje kritike Žerjavićevog rada, s argumentom da je „brojka 1.706.000 gubitaka života koja je podnesena Međunarodnoj reparacionoj komisiji u Parizu i Međunarodnom vojnom sudu u Nürnbergu službena procena naše države iza koje su stajali naši najviši rukovodioci i zato se ona mora respektirati.“ Bulajić se povodom takvih svojih tvrdnji sukobio također i s hrvatskim povjesničarom/publicistom Slavkom Goldsteinom, koji je inzistirao da se, na temelju demografskih istraživanja, broj poginulih u Jasenovcu ne može nikako staviti na brojku koja bi bila veća od 110 tisuća.

#### Uvećavanje broja žrtava od suvremenih srpskih političara, dužnosnika i autora
Manipulacija brojem žrtava je zadnjih desetljeća, uoči i nakon 1990-te bila je praksa dijela srpskih političara i autora bliskih političkom vrhu bivše Jugoslavije, a danas i Republike Srbije. Prema mnogim hrvatskim autorima, glavni cilj promicanja tog svojevrsnog Jasenovačkog mita kao i korištenja znanstveno neutemeljenih brojki bio je taj da se očuva Jugoslavija, a time i spriječi hrvatsko osamostaljenje. Primjerice, anticipirajući događaje koji će uslijediti krajem osamdesetih odnosno početkom devedesetih godina, kad je započela masovna propaganda o Jasenovačkom mitu, a kao sredstvo velikosrpske mobilizacije za nadolazeći osvajački rat protiv Hrvatske, Franjo Tuđman se u svojoj Knjizi „Bespuća povijesne zbiljnosti" (1989.) upitao i "nema li sustavno uveličavanje jasenovačkog mita svrhu stvaranja crne legende o povijesnoj krivnji čitavog hrvatskog naroda, koju tek valja ispaštati?".
Izraelska sociologinja Lea David na temelju istraživanja u suvremenoj Srbiji ustanovljuje 2013. god. da se ondje organizirano i uz potporu Države provodi dugogodišnja kampanja podcjenjivanja holokausta u Srbiji, uz istodobno stavljanje Srba na mjesto žrtava holokausta, u prvom redu korištenjem narativa o Jasenovcu. 2017. god. dodaje Lea David kako srbijanski državni vođe nastavljaju posve ignorirati Holokaust, izuzev kada govore o Srbima stradalima od ustaša u Jasenovcu: "...u Srbiji, govor o Holokaustu ne promovira kao način za suočavanje s kršenjem ljudskih prava... (nego) tek kao oruđe da se popravi međunarodna slika u Srbiji, a u domaćoj uporabi jedino u svrhu potpirivanja srpskog nacionalizma. Holokausta se sjeća kao puku pozadinu na kojoj se kontekstualizira patnja srpskih žrtava kao jednakih Židovima i u svrhu opravdavanja desničarskog svjetonazora koji je vodio u ratove 1990.-ih".
Predsjednik Republike Srbije Tomislav Nikolić na komemoraciji održanoj na bosanskoj strani Save kod Jasenovca u svibnju 2016. god. govori o 700.000 žrtava Jasenovca, od kojih da je navodno 360 tisuća završilo u jamama na Bosanskoj strani Save. "Postojale su tri vrste masovnih grobnica: one u koje su saterivani ljudi i potom ubijani maljevima, one u koje su bacani već ubijeni logoraši i one u kojima su ukopavane kuvane i paljene kosti, ljudski ostaci iz takozvane tvornice sapuna i spaljivanja leševa", iznosi Nikolić tom prigodom. Sam Nikolić objašnjava kako iznošenjem ovih podataka želi prikazati kako su zapravo Srbi prvenstveno žrtve, a zlikovci su prvenstveno na drugoj strani: "Nama danas udaraju žig zlikovca, a zlikovcima stavljaju oreal žrtve."
U travnju 2017. godine predsjednik Republike Srpske Milorad Dodik izjavljuje da je u Sabirnom logoru Jasenovac pobijeno 500.000 Srba, te nadodaje da je upravo zbog zločina u Jasenovcu kasnije stvorena Republika Srpska. U kolovozu 2018. godine, Dodik ponavlja svoju tvrdnju.
Carigradski patrijarh Bartolomej I. izjavio je prilikom posjeta Jasenovcu u rujnu 2016. da su u tom ustaškom logoru za vrijeme Drugog svjetskog rata stradale stotine tisuća Srba, a u pravoslavnoj liturgiji spomenuto je oko 700.000 srpskih žrtava, na što je reagirala tadašnja predsjednica RH, Kolinda Grabar-Kitarović, izjavom da manipulacije broja žrtava moraju prestati.
Povodom članka Davida Goldmana u Jerusalem Postu u kolovozu 2021. u kojem je taj autor upitnog identiteta iznio revizionističke tvrdnje o broju žrtava u Jasenovačkom logoru kao i optužbe na račun uglednih historiografa koji se opiru pokušajima povijesnog revizionizma reagiralo je i Ministarstvo vanjskih poslova Republike Srbije, govoreći pritom o "stotinama tisuća žrtava logora" u Jasenovcu.
Od tri konzultirana udžbenika povijesti za 8. razred osnovne škole koji su u Republici Srbiji bili korišteni 2010. god., u jednom se govori o 600.000 ubijenih, u drugome od 500.000 do 600.000, a u trećem o 73.000 "do sada evidentiranih" žrtava logora Jasenovac.[nedostaje izvor]

### Umanjivanje broja žrtava
Povjesničar McDonald navodi da je jedan od glavnih vidova hrvatskog nacionalizma bio pokušaj rehabilitacije NDH. Spisi hrvatske dijaspore bili su proustaški, dok su službeni hrvatski izvještaji iz 90-ih umanjivali zločine NDH. Ministarstvo znanosti i tehnologije RH je 1995. čak financiralo hrvatsko izdanje memoara Dide Kvaternika, utemeljitelja Jasenovca i drugih NDH logora smrti. Knjiga obiluje opisima 'dvorskog života' u Pavelićevu krugu, izostavljajući bilo kakvo spominjanje zločina koje je počinio režim. Putem sustavnog prikrivanja počinjenih zločina takvi izvori su najgore ratne zločince prikazivali kao “heroje“ koji su samo htjeli stvoriti samostalnu državu. McDonald navodi da je Tuđman želio pridobiti financijsku i političku potporu proustaške dijaspore, te je stoga poricanje ustaških zločina postalo sustavni dio politike 90-ih.
Kasnije je Tuđman odigrao važnu ulogu pri umanjivanju broja jasenovačkih žrtava (sljedeći odlomak). Dodatna umanjenja došla su od državne Komisije za utvrđivanje ratnih i poratnih žrtava koja u svom izvješću iz 1999. navodi svega 2.238 žrtava Jasenovca; šef te komisije Vice Vukojević će kasnije objasniti da nije bilo potrebno da se bitno poboljšavaju odranije postojeći komunistički popisi žrtava na antifašističkoj strani, ali je komisija nastojala dodatno popisati civilne i vojne žrtve na strani Sila Osovine, što u vrijeme komunističke vladavine nije bilo učinjeno.
Hrvatski udžbenici 90-ih nisu navodili nikakve brojke za žrtve Jasenovca, i dok su govorili o zločinima nad Srbima, njih su stavljali u kontekst sa srpskom prijeratnom hegemonističkom politkom i četničkim zločinima. Takodjer su izjednačavali hrvatske žrtve Jasenovca s daleko večim srpskim, te izričito spominjali samo Hrvate zatočene u Jasenovcu, poput Vladka Mačeka i drugih.
Pojavila se i cijela skupina hrvatskih povjesničara i povjesničara-amatera, koji su sustavno poricali ili znatno umanjivali žrtve Jasenovca, tvrdeći da je to samo "radni logor" u kojem nije bilo masovnih ubojstava. Važnu ulogu pri umanjivanju i negiranju Jasenovca, holokauste i ustaških zločina su, prema ocjeni nekih autora, odigrale Crkva i hrvatska država. Glas Koncila je objavio feljtone i članke negatora poput Romana Leljaka, Igora Vukića, itd. Crkva je takodjer sudjelovala u promociji knjiga tih negatora. Hrvatska država financira tzv. Društvo za istraživanje trostrukog logora Jasenovac, čiji su članovi, navodi Geiger, medju glavnih umanjivačima i poricateljima Jasenovca. Ti negatori su takodjer dobili mogućnost za širenje svojih tvrdnji na hrvatskoj državnoj televiziji.
U "igri brojeva" su pojedini hrvatski nacionalisti istovremno naveliko uvećavali broj bleiburških žrtava na milijun i više, što je 5 puta više od ukupnog broja svih hrvatskih žrtava na sve strane tijekom rata i poraća (tj. 192.000 prema procjeni demografa Žerjavića, od kojih su 40.000 bili žrtve Bleiburga, uglavnom vojnici NDH). Cilj ovakvog propagandnog uvelićavanja bleiburških žrtava bio je predstaviti hrvatsku stranu kao najveće žrtve.
Povjesničar Tomasevich također ističe da su proustaški pisci pokušavali opravdati Jasenovac i druge ustaške zločine s uvećavanjem hrvatskih žrtava za vrijeme Kraljevine Jugoslavije, čak do 60.000 navodnih žrtava, unatoč tome što nitko od tih nije naveo nikakve dokaze ni za par stotina hrvatskih žrtava, kamoli tisuće ili desetke tisuća.

#### Franjo Tuđman
U svojoj knjizi "Nacionalno pitanje u suvremenoj Europi" iz 1982. Franjo Tuđman spominje podatak o ukupno 59.639 ubijenih u svim logorima na području tadašnje SR Hrvatske, dodajući da je u svim logorima živote izgubilo 3 do 4 puta više osoba s područja NDH, tj. 180.000 do 240.000 ljudi. Takve je tvrdnje Tuđman temeljio na demografskim izračunima koji su se dijelom oslanjali na popise stanovništva, a dijelom na neobjavljeni jugoslavenski popis žrtava poginulih na antifašističkoj strani koje za potrebe traženja ratne odštete od Njemačke sačinjen 1964. godine. Tuđman je podatke iz 1964. godine u svojim knjigama koristio bez navođenja izvora, jer ih je bilo zabranjeno koristiti, a prvi put javno iznosi procjene na svojem suđenju 1981. godine. U svojem znanstvenom radu iz 2019. godine, A. Benčić ukazuje na to da je dr. Franjo Tuđman kao povjesničar početkom 1980-ih godina pokušao pisati o Jasenovcu, te je njegov pokušaj da prezentira realnije podatke prema službenom jugoslavenskom poimeničnom popisu žrtava iz 1964. godine (rezultati tog obimnog popisa provedenog na području čitave Jugoslavije će ostati pod embargom sve do kraja komunističke vladavine) rezultirao Tuđmanovim osuđivanjem na trogodišnji zatvor. Povjesničar Jozo Tomasevich također piše da su Tuđmanove brojke nevjerodostojne: "Zato što Tuđman nije dao nikakvo statističko objašnjenje za svoje brojke, zato što se čini je svjesno krivo interpretirao podatke iz istraživanja iz 1964. i zato što se njegove procjene u toliko velikoj mjeri razlikuju od onih koje su iznijeli drugi znanstvenici s toga područja, one se sa sigurnošću mogu odbaciti."
M. Sobolevski u pogledu podataka, tj. argumenata koje je koristio Franjo Tuđman koristio u svojoj knjizi "Bespuća povijesne zbiljnosti" objavljenoj u Zagrebu 1989. god. (dakle, još za vrijeme SFR Jugoslavije), ukazuje da je Tuđman u svojstvu tadašnjeg direktora Instituta za historiju radničkog pokreta Hrvatske uspio od Republičkog zavoda za statistiku SR Hrvatske 1965. godine pribaviti prethodne rezultate jugoslavenskog popisa žrtava za područje Hrvatske, da je objavljivanje tih podataka (koji su prema ocjeni M. Sobolevskog dosta pouzdani, makar osobe koje su davale podatke o žrtvama često nisu znale točnu lokaciju smrti poginule osobe) bilo u Jugoslaviji zabranjeno i da je brojeve žrtava iz jugoslavenskog popisa iz 1960.-ih godina objavio Tuđmanov suradnik Bruno Bušić, ali u emigraciji. Stvarna preokupacija Tuđmanove knjige je bila da progovori o stvaranju i održavanju tzv. jasenovačkog mita - gdje se broj žrtava jasenovačkog logora višestruko umnožavao - kao "dokazu genocidnosti hrvatskog naroda" U pogledu poginulih u samom Jasenovcu, Tuđman je kasnije tvrdio da se radi o 30.000 - 40.000 žrtava (1989. u Glasu Koncila), na što mu Ivo Goldstein u svojoj knjizi "Jasenovac" prigovara kako kod pisanja svojih knjiga iz 1980-ih za takvu tvrdnju nije iznio nikakve dokaze, te kako je "bez argumenata" broj žrtava iz reda Srba po brojnosti smjestio iza Roma i Židova.
U svojoj knjizi Bespuća povijesne zbiljnosti, objavljenoj 1989., Tuđman je umanjio broj žrtava Jasenovca na 30-40 tisuća, ne objašnjavajući kako je došao do tih brojki. Povrh toga, daleko najviše je umanjio srpske žrtve, tvrdeći da je među žrtvama bilo "ponajviše Cigana, pa Židova i Srba", stavljajući tako Srbe tek na treće mjesto, makar vjerodostojni izvori navode da su Srbi bili daleko najbrojnije žrtve. Knjiga je naišla na široke kritike diljem svijeta, ne samo zbog umanjivanja jasenovačkih žrtava, već i zbog pokušaja umanjivanja krivnje ustaških ubojica. Tako je Tuđman tvrdio da su upravu logoraša (ne glavnu upravu logora kao takvog) u Jasenovcu u potpunosti sastavljali Židovi, koji su bili krivi za krađu zlata i drugih dragocjenosti, te da su ustaše zbog toga pogubile Židove. Osim toga, Tuđman je ustvrdio da su procjene 6 milijuna židovskih žrtava holokausta u Europi daleko pretjerane, da su Židovi izmislili etničko čišćenje te iznieo i druge optužbe na račun Židova. Povjesničar McDonald piše "Ono što je proizašlo iz Tuđmanovog ekstremnog moralnog relativizma bila je suštinska beznačajnost Jasenovca i zapravo holokausta u svjetskoj povijesti."
Tuđmanovi stavovi doživjeli su vrlo široku i gotovo sveopću osudu. Nakon što je holokaustu i Jasenovac nastojio smanjiti važnost, Tuđman se u narednom razdoblju zalagao pretvoriti Jasenovac u spomenpark za 'sve hrvatske žrtve rata', s tim da bi i 'žrtve komunizma' i 'žrtve fašizma' bile pokopane u Jasenovcu jedna uz drugu, medju njima čak i Ante Pavelić. To je izazvalo buru svjetskih kritika. Članovi američkog Kongresa poslali su otvoreno pismu Tuđmanu, u kome su izrazili "duboku uznemirenost" zbog najave Republike Hrvatske da će preseliti kosti "hrvatskih vojnika koji su sudjelovali u ratnim zločinima protiv Židova u Drugom svjetskom ratu" na spomen-područje Jasenovac, "na kojem su pokopane židovske žrtve holokausta. Takav korak je moralna uvreda sjećanjima onih koji su preživjeli holokaust i opasna poruka budućim generacijama, pa stoga tražimo od vas da preispitate namjere vaše Vlade u Jasenovcu". Pismo su zaključili s napomenom da "budućnost Hrvatske ne može biti dobra s moralnim sljepilom ili indiferentnim pristupom prema prošlost"’. Zbog velikog pritiska međunarodnih židovskih udruženja i interne diplomatske prijetnje Amerikanaca da Hrvatska neće ući u Vijeće Europe nastavi li njeno rukovodstvo prčkati po Jasenovcu, Tuđman je odustao od te ideje.
Ipak, Tuđman nije negirao prirodu zločina u Jasenovcu, te u svojoj knjizi "Velike ideje i mali narodi" iz 1970. godine piše: "No, bez obzira na mitsko umnogostručenje jasenovačkih žrtava (svejedno koliko desetorostruko ono bilo) - zločin se zbio. Užasan i golem. I po svojim dimenzijama i po načinu provedbe. Imao je i genocidne značajke. [...] Povijesna je činjenica da je ustaški režim NDH, u provedbi svojih planova o smanjenju ‘neprijateljskog srpsko-pravoslavnog pučanstva u hrvatskim zemljama’ izvršio velik genocidni zločin nad Srbima, a razmjerno još veći nad Romima i Židovima, u provedbi nacističke rasne politike."
Tuđmanov mlađi suradnik Bruno Bušić također se bavio temom "jasenovačkog mita", te je analizom podataka iz službenih popisa stanovništva i iz poimeničnog popisa žrtava iz 1964. godine ustanovio da su od komunističke propagande korišteni brojevi navodno pobijenih u Jasenovcu koji su znatno veći od ukupnog broja pobijenih "na antifašističkoj strani" na području NDH (u tablicama VII. i VIII. svojega članka, iskazuje Bušić izračune, da su "popisom neobuhvaćene žrtve rata", tj. u principu žrtve vojnika i civila na strani sila Osovine, vidno veći od broja popisom iz 1964. godine obuhvaćenih žrtava na antifašističkoj strani). Zbog svojeg pisanja u emigraciji, Bruno Bušić je naposljetku bio ubijen od Udbe.

#### Negiranje stvarne prirode logora od hrvatskih autora
Povjesničar Vladimir Geiger piše kako je od početka 2000-ih uslijedio "nastup pojedinaca i skupina koji uporno zastupaju svoje osebujno manirističko viđenje NDH i logora Jasenovac te ustraju u tome da broj žrtava logora Jasenovac...ne može biti veći od četveroznamenkastog. ...Najsustavnije poricanje i(li) znatno umanjivanje ustaških zločina počinjenih u logoru Jasenovac zastupljeno je ponajprije u javnim istupima i pisanjima povjesničara i povjesničara-amatera Mladena Ivezića, Vladimira Mrkocija, Vladimira Horvata, Stipe Pilića, Blanke Matković, Igora Vukića, Josipa Pečarića, Stjepana Razuma i Romana Leljaka."
Hrvatski novinar, publicist i istraživač Igor Vukić, koji je i sam srpskog podrijetla i čija je obitelj prošla kroz logor Jasenovac, tvrdi da u Jasenovcu nije bilo masovnih ubojstava. Protivno Vukiću, povjesničar Hutinec piše da je temeljna Vukićeva metoda kako bi Jasenovac prikazao u što boljem svjetlu zapravo krajnje selektivno probiranje izvora. Tako Vukić citira logoraša Milka Riffera o jasenovačkom orkestru, no prešućuje cijela poglavlja u kojima Riffer opisuje svoj očevid ubijanja 1.500 ljudi u jednom danu, zvijerska istrijebljenja desetina tisuća, genocid nad Romima, te činjenicu da su ustaše naposljetku pobile čak 20 od 21 članova tog logoraškog orkestra. Što se tiče Vukićeve tvrdnje da je većina Židova s područja NDH istrijebljena u Njemačkoj, povjesničari Tomasevich i Goldstein navode da je NDH provodio racije te plaćao nacistima za transport Židova u njemačke logore. Tako je dokumentirano da je sveukupno 6.200 Židova poslano u Njemačku,  dok se za preostalu ogromnu većinu od 30.000 ukupnih židovskih žrtava smatra da su ih istrijebile ustaše u ustaškim logorima. Olga Hebrang je npr. svjedočila kako su samo iz njene rodbine ustaše pobile 55 Židova te odveli sve Židove iz rodnog Pakraca u Jasenovac, gdje su većinu pobili, uključujući i njenog oca, prvog muža i 9-godišnjeg sina. Kontra Vukićevih tvrdnji stoje i izvešća nacističkih obavještajnih službi koje su Jasenovac okarakterizirale kao masovni logor smrti, s preko 100.000 žrtava, a i demografska istraživanja Žerjavića pokazuju da su Srbi pretrpjeli daleko najviše žrtvi za vrijeme vladavine NDH - stradalo je njih čak 322.000, ili svaki šesti Srbin u NDH. Kao odgovor na Vukićeve tvrdnje o "akciji zbrinjavanja" kozaračke djece, povjesničarka Nataša Mataušić navodi kako ustaše, nakon što su 68.000 srpskih civila s Kozare odveli u logore, ubili roditelje ili ih odvojili od djece te roditelje poslali na robovski rad u Njemačku, ne samo što nisu adekvatno zbrinule tako stvorenu "ratnu siročad", već logor u Sisku naziva "koncentracijskim logorom za djecu". Autorica navodi kako je u dječjem logoru u Sisku pomrlo 74% djece, ili njih čak 1.700, dok je u isto vrijeme Jastrebarskom pomrlo 419 djece ili njih 17%, iako su u Jastrebarsko upućivana najteže bolesna djeca. Svoj očevid mrtve i umiruće djece u logoru Sisak je sa zgražanjem opisao i njemački general von Horstenau. Diana Budisavljević navodi kako je prvog dana većina djece u Staroj Gradiški pomrla pred njenim očima, te nekima crijeva visjela vani iz anusa, zbog ekstremne dijareje. 
Povjesničar Stjepan Razum, koji je među osnivačima "Društva za istraživanje trostrukog logora Jasenovac", koje se financira donacijama istomišljenika, uglavnom pohvalno prezentira radove autora koji osporavaju karakter i broj žrtava Jasenovca. Vladimir Geiger piše da je Razumova osnovna metoda to što sve “što se ne uklapa u njegova stajališta i znanja neopterećena činjenicama” proglašava "protuhrvatskim uratcima.” Takodjer navodi da je Razum došao do svojih znatno umanjenih procjena žrtvi Jasenovca tako što je “bez razmišljanja povjerovao izmišljotinama Romana Leljaka”.
Mladen Ivezić, koji je 2003. godine u vlastitoj naknadi bio objavio knjigu "Sabirni i radni logor Jasenovac (Svezak 1.: Jasenovac – brojke)”, a 2014. god. također u vlastitoj naknadi knjigu "Titov Jasenovac", smatra na temelju onih dokaza koje je odabrao smatrati vjerodostojnima da je u Jasenovcu najvjerojatnije bilo oko 1.000 umrlih i pobijenih, ali dopušta mogućnost da je postradalih bilo do 5.000. Uglavnom se bavi traženjem nedosljednosti u izvorima o Jasenovcu. No Vladimir Geiger navodi kako je Ivezić "poseban slučaj među hrvatskim istraživačima i „umanjivačima” žrtava logora Jasenovac", čiji su radovi preopterećni ekstremnim hrvatskim nacionalizmom i neskrivenim antisemitizmom.
U svojoj knjižici "Ogoljela laž logora Jasenovac” iz 2008. god., Vladimir Mrkoci i Vladimir Horvat tvrde da je Jasenovac izvorno ustanovljen kao radni logor, da se zaključci o Jasenovcu uglavnom temelje na "percepciji" o samom logoru, a da za masovna ubijanja u logoru Jasenovac nema dokaza. Autori iznose ocjene kako su najbrojniji logoraši bili Hrvati koji su bili protivnici ustaškoga režima.

#### Drugi kontroverzni autori
Vladimir Geiger piše 2020. godine. da je pitanje vjerodostojnosti Poimeničnog popisa JUSP Jasenovac među autorima tema političkih prepirki pri čemu autori zauzimaju jedni prema drugima neprijateljske pozicije što bitno otežava znanstveno utvrđivanje istine. U isto vrijeme, opaža Geiger, neki srpski autori, kojima se pridružio i izraelski autor Gideon Greif, iznova promoviraju demografski nemoguće brojeve poginulih koje je svojedobno širila jugoslavenska propaganda - Gideon Greif čak i hrvatskog povjesničara i sveučilišnog profesora židovskog podrijetla, Ivu Goldsteina, koji se snažno zauzima za korištenje i daljnje dopunjavanje podataka iz Poimeničnog popisa žrtava, naziva "revizionistom".
Kontroverzni slovenski publicist Roman Leljak (u 2008. godini osuđen na zatvor zbog prijevare) početkom 2018. godine govori o dokumentima iz vojnih arhiva u Beogradu, sačinjenima 1946. godine, u kojima je evidentirano 18.600 zatočenika, od kojih da je smrtno stradalo njih samo 1.654. Vladimir Geiger piše da Leljak, uspješno „prodaje maglu” ponajprije Hrvatskom tjedniku i Glasu Koncila "te da posebno mjesto imaju njegovi precizno izmišljeni brojevi jasenovačkih logoraša i žrtava logora Jasenovac...Leljak u knjizi donosi tek dva dokumenta, jedan Zemaljske komisije…u kojem je navedeno 576 osoba, i dokument čiji je tvorac nepoznat, a u kojem je navedeno 1078 osoba, i to samo žena (što zbrojeno iznosi 1654) i koje proglašava „Popisom žrtava logora Jasenovac”. – Imalo upućenima jasno je da se ne radi o nekim posebnim dokumentima iz Beograda koji bi donosili ukupan broj jasenovačkih žrtava, kako je to Leljak senzacionalistički mjesecima najavljivao Hrvatima željnima 'istine'.”
U komentaru u izraelskom "The Jerusalem Postu" iz kolovoza 2021. godine autor David Goldman - australski freelance novinar i autor portala "Thegoldmanreport.org" koji se bavi holokaustom i nacističkim zločinima - kritizirao je hrvatsko-židovskog povjesničara Ivu Goldsteina i upravu memorijalnog centra "Jad Vashem" u svezi istraživanja u svezi Jasenovca. Povodom članka Davida Goldmana reagirao je promptno beogradski Muzej žrtava genocida, koji u tekstu potpisanom po srpskom povjesničaru Dejanu Ristiću nazvao tvrdnje tvrdnje Davida Goldmana "smiješnima, pseudo-znanstvenim, anticivilizacijski i sramotnim". U reakciji koju je prenio i "The Jerusalem Post", Dejan Ristić piše da je broj ekshumiranih žrtava u logorima jasenovačkog sustava doduše mnogo manji od kasnijih procjena, ali da su popisivanjem ipak kasnije utvrđeni veći brojevi žrtava; pritom tvrdi da u Beogradu ne postoje nikakvi dokumenti relevantni za istraživanje o Jasenovcu, koji već nisu objavljeni. Ubrzo je na stranicama "The Jerusalem Posta" Ivo Goldstein odgovorio na optužbu Davida Goldmana, ukazujući da on savjesno surađuje na utvrđivanju broja žrtava KL Jasenovac, gdje da je do sada utvrđeno 83.145 imena žrtava, od toga 48.217 Srba, 16.164 Roma, 13.143 Židova i 4.281 Hrvata, što bi sve trebalo vjerojatno uvećati za 10 do 20% kako bi se došlo do konačnog broja poginulih; a da Goldman naprosto prenosi mišljenje Stjepana Razuma i nekih drugih hrvatskih autora koji da nepravilno tvrde da ne postoje dokazi da je Jasenovac bio išta više od radnog i tranzitnog logora. Uredništvo "The Jerusalem Posta" je kratko izjavilo da svoju objavu teksta Davida Goldmana smatra pogrešnom.

#### Rasprave oko poimeničnih popisa
U novije vrijeme, neki autori iznose podatke o broju žrtava logora, koji su daleko niži od onih koje iskazuje Javna ustanova Spomen područje Jasenovac. Tako povjesničari Nikola Banić i Mladen Koić 2017. godine dovode u pitanje točnost Poimeničnog popisa žrtava Jasenovca koji vodi JUSP Jasenovac, za koji tvrde da sadrži veliki broj podataka o žrtvama koje su stradale na drugim logorima, na primjer govore o nekoliko stotina poginulih koji se nalaze na popisima stradalih u logoru Buchenwald, Auschwitz i drugim njemačkim logorima, ali koji se navode na Poimeničnom popisu JUSP Jasenovac kao žrtve jasenovcam (no Banić i Kojić ne objavljuju u tom svojem članku ta imena). Za neke osobe za koje navode da se zna da su preživjele rat, ali čija su se imena svejedno 2017. god. nalazila na popisu).
Drugi povjesničari navode da su greške razumljive na tako velikim popisima, nastalim na temelju podatakama prikupljanima decenijama na razne načine i u raznim državama (Jugoslavija, Izrael, Poljska, Austrija, Hrvatska, Srbija, itd) te da povrh toga mnogi stradali nedostaju na poimeničnim popisima. Tako Goran Hutinec piše da su među izostavljenima pogotovo brojni Romi, a naročito romska djeca, koji su unatoč skoro potpuno uništenoj romskoj zajednici ostali nepopisani. (JUSP popis sadrži 16.000 imena Roma, dok mnogi zapadni povjesničari procjenjuju 25.000 do 27.000 romskih žrtvi). Poimenični popisi deportiranih u nacističke logore također se smatraju nepotpunima - poznato je, primjerice, da dostupni poimenični popisi logora Auschwitz sadrže tek oko 200.000 imena, dok se službene procjene broja stradalih kreću u broju od preko miljun žrtava tog logora. Zbog toga se pretpostavlja da među Židovima 90% od ukupnog broja procijenjenih žrtava nije na poimeničnim popisima. Naime, židovske žrtve su uglavnom procijenjene prema broju vagona koje se Nacisti poslali u Auschwitz i druge logore te oslanjajući se na demografske podatke o smanjenju populacije Židova u zemljama iz kojih su ti vagoni sa Židovima poslani.
Matematičari Nikola Banić i Neven Elezović objavljuju 2021. godine statističku analizu poimeničnog popisa jasenovačkih žrtava koji objavljuje United States Holocaust Memorial Museum., te ustanovljuju da se kod popisanih žrtava opaža povećan broj onih čije godine rođenja završavaju znamenkama "0", "2" i "5". Osobito, za žrtve kod kojih se navodi da bi bile rođene 1900. godine iskazuje se približno trostruko veći broj od očekivanih. U tom radu, Banić i Elezović ne iznose zaključke o razlozima odstupanja podataka od demografski očekivanih. Nakon objave članka u časopisu inženjera elektrotehnike i elektronike, IEEE Xplore, javila se grupa znanstvenika predvođenih povjesničarima Jelenom Đureinović i Ivom Goldsteinom, koja je iznijela da Banić i Elezović "potpuno ignoriraju povijesni kontekst nastanka spiska", npr. činjenicu da su ustaške vlasti sustavno uništavale jasenovačke arhive. Odstupanja s godinama rođenja popisanih žrtava Jasenovca može se pripisati okolnosti da su podatci prikupljani tijekom punih 72 godine, pa da stoga podatak o godini rođenja nije uvijek točan, pogotovo jer su cijele obitelji i sela stradala. Američki znanstvenik Melkior Ornik to ilustrira poljskim popisom iz istog Muzeja holokausta, tj. popis žrtava nacističkog logora u Łódźu, gdje su čak više od polovice žrtava navedene kao rođene 1900. godine. Banić i Elezović ne spominju ovo daleko veće odstupanje od demografskih očekivanja, iako Ornik ne smatra ni ovaj popis krivotvorenim, već je jednostavno riječ o drugačijim postupcima prikupljanja podataka. Ornik je u istom časopisu IEEE Xplore objavio članak u kojem ocjenjuje da je matematička metoda Banića i Elezovića pravilna, ali da popisi koje koriste s United States Holocaust Memorial Museum nisu skladni s pretpostavkama njihove metode, uz to da se u popisu koji prezentiraju Banić i Elezović primjećuju greške koje Ornik pripisuje njihovom radu, a ne samom popisu. Časopis IEEE Xplore potom je dodao uredničku napomenu da su im stigle primjedbe vezane uz članak Banića i Elezovića te da ne dijele niti podržavaju stavove autora i da taj članak treba čitati zajedno s Ornikovom objavljenom kritikom.

## Priče o poslijeratnom logoru u Jasenovcu
Nakon raspada socijalističke Jugoslavije, a s mogućom intencijom izjednačavanja i relativizacije krivnje, počelo se pričati i o poslijeratnom komunističkom logoru u Jasenovcu. Prema nekim tvrdnjama, u taj su logor dovedene i u njemu ubijene tisuće zarobljenih pripadnika HOS-a i njemačkog Wehrmachta. Drugi, među kojima je i Franjo Tuđman, tvrde da su nakon rata u Jasenovcu pobijeni brojni pripadnici ustaških i domobranskih postrojbi koji su bili zarobljeni na Bleiburgu.
Hipoteze o "posljeratnom Jasenovcu" iznose i prije spomenuti reviozionisti poput Stjepana Razumai Mladena izvezića, koji je napisao čak i knjigu na tu temu pod nazivom "Titov Jasenovac". Za Razumove tvrdnje da je u poraću u Jasenovcu stradao „neizmjerno veći broj nego li u ratnom logoru”, Geiger piše da vjerodostojnih dokaza "jednostavno nema". Identične stavove zastupaju i drugi revizionisti poput Vladimira Mrkocija i Vladimira Horvata koji također smatraju da je nakon kraja II. svjetskog rata u Jasenovcu bio jugoslavenski logor, gdje su komunističke vlasti provodile masovna ubijanja.
Slavko Goldstein u svojoj knjizi iz 2016. godine iznosi da je u okolici Jasenovca postojao je od ljeta 1945. godine do sredine 1947. godine izdvojeni dio zarobljeničkog logora Viktorovac (glavni se logor nalazio u Sisku) u kojemu su bili zatočeni pripadnici Oružanih snaga NDH, koji su sudjelovali u čišćenju ostataka nekadašnjeg ustaškog logora i obnovi samog Jasenovca; međutim iznosi da su bivši logor smrti još u travnju 1945. godine uništile ustaške snage u povlačenju, a preostalu ciglu i ostali građevni materijal kotarski NOO Novska prepustio je na korištenje lokalnom stanovništvu.
Spomen podrućje Jasenovac (JUSP) navodi rezultate njihovih istraživanja o poratnom Jasenovcu. Pišu da u Hrvatskom državnom arhivu nisu pronađeni nikakvi dokumenti o tome da je na području bivšeg ustaškog logora poslije rata postojao zarobljenički logor. U JUSP-u pohranjeno je 20-ak opširnih audio i pisanih iskaza mještana, službenika poratnih vlasti, te ratnih zarobljenika. Svi navode da su zgrade bivšeg ustaškog logora bile u takvom ruševnom stanju da se nisu mogle koristiti za smještaj. Ratni zarobljenici (Nijemci, pripadnici oružanih snaga NDH, četnici i slovenački domobrani) koje su dovodili na rad, bili su smješteni u mjestu Jasenovac, te su radili na prikupljanju gradjevinskog materjala iz logora i na obnovi u okolini. Iz izjava svih svjedoka vidljivo je da se u tom razdoblju na području bivšeg ustaškog logora Jasenovac nije desilo niti jedno pojedinačno ili masovno ubojstvo, dok se spominju pojedinačne likvidacije i ubijanja manjih skupina u okolnom području, tj. povratnika ili bjegunca s Križnog puta i Bleiburga. 
JUSP Jasenovac objavljuje 2016. godine Fotomonografiju autora Đorđa Mihovilovića, s fotografijama iz razdoblja 1945. do 1947. godine, koje prema nekim ocjenama dokazuju Goldsteinove tvrdnje da u Jasenovcu nakon 1945. godine nije djelovao komunistički logor.
Za razliku od ustaškog logora Jasenovac, za koji ne postoje dokazi da je nakon rata korišten kao logor, neki nacistički logori jesu korišteni na takav način. Tako su, primjerice, američke okupacione vlasti 1946. godine zatočile 30.000 SS-ovaca i drugih ratnih zarobljenika u bivšem nacističkom koncentracijskom logoru Dachau.

## Uništavanje i odnošenje povijesne građe tijekom Domovinskog rata
U Jasenovcu su 1991. godine vođene vojne akcije, te je nakon borbi u kojima su zapaljene 2 kuće područje okupirao 5. banjalučki korpus JNA. Ta je postrojba potom preimenovana i nastavila djelovati kao 1. krajiški korpus Vojske Republike Srpske, te je taj dio snaga bosanskohercegovačkih Srba stanovito vrijeme nastavio kontrolirati područje Jasenovca. U njihovom postupanju je došlo do izrazitog bezakonja, te su se vojnici tog korpusa na području Jasenovca izvan vojnih akcija upuštali u pljačkanje i palež; u nekoliko mjeseci je ondje spaljeno oko 170 kuća, od kojih približno četvrtina u vlasništvu lokalnih Srba. Spaljeni su i neki objekti spomen-područja Jasenovac, te uništen dio povijesne građe. Nakon Operacije "Bljesak" 1995. godine su područje Jasenovca pod svoju kontrolu ponovo stavile vlasti Republike Hrvatske, ali su objekti Spomen područja "Jasenovac" nađeni opustošeni, bez kompletnog muzejskog postava i cjelokupne muzejske građe. Veći dio arhivske građe, koji se našao u Banja Luci, predan je 2000. godine Muzeju holokausta u Washingtonu, koji je ono što mu je bilo povjereno 2001. godine vratio u Hrvatsku. U Banja Luci su sačuvani mikrofilmovi sa snimkama građe koja je vraćena u Hrvatsku.

## Manipulacije fotografijama
Javna ustanova Spomen-područje Jasenovac objavila je 2008. godine je Fotomonografiju autorice Nataše Mataušić, s velikim brojem izvornih fotografija iz Koncentracijskog logora Jasenovac, ali također s nevjerodostojnim slikama snimljenim na drugim mjestima, koje su u raznim prigodama i opetovano bile korištene uz tvrdnje da su posrijedi slike zločina iz Jasenovca. Tako su primjerice fotografije zvjerskog ubojstva dvojice slovenskih partizana koje su počinili njemački vojnici pripisivane ustašama u Jasenovcu; kao i slike grupe pobijenih domobrana i civila izvučenih iz Save u Sisku (uzvodno od Jasenovca, dakle) u svibnju 1945. godine. Kao ilustracije ubijanja zarobljenika u Jasenovcu korištene su iste slike koje su u knjigama korištene kao dokumenti o ustaškim zločinima počinjenima u drugim krajevima, pa čak i kao dokumenti o zločinima partizana. Autorica navodi da su i slike iz njemačkih sabirnih logora korištene kao tobožnje fotografije zločina u Jasenovcu.
U veljači i ožujku 2009. godine je u časopisu Glas Koncila objavljena serija od 7 članaka autora Tomislava Vukovića, u kojima autor također tvrdi da su u desetljećima nakon Drugog svjetskog rata korištene mnoge fotografije koje se s Jasenovcem ne mogu dovesti u vezu, ili čak za koje se pouzdano zna da su snimljene na drugim mjestima, kako bi se pomoću njih, u nedostatku pravih dokumentarnih slika, pokušalo dokazivati strahotu zločina u Jasenovcu. Postoje i fotografije za koje se zna da su snimljene u Jasenovcu, ali na njima nije dokumentiran neki pojedinačni zločin.

## Vanjske poveznice
- Dr. Vladimir Geiger: Sumanuti i bolesni navodi i tvrdnje “Međunarodne komisije za utvrđivanje istine o Jasenovcu” (The International Commision for the Truth on Jasenovac), "Politički zatvorenik", 23./2013., br. 253, VII.-VIII.2013., str. 13-17
- Croatia’s Jasenovac Death Toll: A Political Numbers Game – Analysis, EurasiaReview, 1. veljače 2018.
- KONCENTRACIJSKI LOGOR JASENOVAC: KONFLIKTNO RATNO NASLJEĐE I OSPORAVANI MUZEJSKI POSTAV, Andriana Benčić, Polemos : časopis za interdisciplinarna istraživanja rata i mira, Vol. XXI No. 41, 2018.
- Grabar Kitarović, 'Najoštrije osuđujem manipulacije brojem žrtava u Jasenovcu', Jutarnji list, 25. srpnja 2018.